# Rudolf Herrfahrdt
Rudolf Herrfahrdt (* 1. November 1907 in Insterburg; † 5. Oktober 2005 in Garbsen) war ein deutscher lutherischer Theologe, Autor und zuletzt Direktor des Amtes für Gemeindedienst in Hannover.

## Leben
Herrfahrdt studierte evangelische Theologie und wurde am 31. März 1935 ordiniert. Seine erste Pfarrstelle trat er noch im gleichen Jahr in Wilhelmsburg-Reiherstieg an. 1936 wurde er Pastor in Hohenbostel, 1950 Superintendent des Kirchenkreises Osterode/Harz. 1965 wurde er zum Direktor des Amtes für Gemeindedienst der Evangelisch-lutherischen Landeskirche Hannovers ernannt. Am 16. April 1975 trat er in den Ruhestand.

## Veröffentlichungen
- 60 Jahre "Kirche heute". Aus der Geschichte des Monatsblattes für ev.-luth. Kirchengemeinden (Stolzenau/Weser um 1985)
- Unser Weg. Aus achtzig Jahren evangelischer Schülerarbeit in Niedersachsen im Bund Deutscher Bibelkreise (BK) (Hannover 1983)
- Das Amt für Gemeindedienst in der Evangelisch-lutherischen Landeskirche Hannovers (Hannover nach 1965)
- Aus der Geschichte des Kirchspiels Hohenbostel am Deister (Barsinghausen 1955)
- Das Kirchspiel Harriehausen. Ein geschichtlicher Bericht aus der Frühzeit bis zur Gegenwart (Osterode 1954)
- D. Martin Luther und die Erneuerung der Kirche heute (Hannover um 1936)
- Kirchlicher Wegweiser (Hannover o. J.)